# Carabanchel (stacja metra)
Carabanchel – stacja metra w Madrycie, na linii 5. Znajduje się w dzielnicy Carabanchel, w Madrycie i zlokalizowana jest pomiędzy stacjami Vista Alegre i Eugenia de Montijo. Została otwarta 4 lutego 1961.